# Republika Pskowska
Republika Pskowska, właściwie Rzeczpospolita Pskowska (ros. Псковская республика) – średniowieczne państwo w północno-wschodniej Europie o ustroju samodzielnej republiki zbliżonej do ustroju Republiki Nowogrodzkiej, z której zachodniego terytorium się wyodrębniło.

## Historia
Państwo ze stolicą w Pskowie, powstało 1348 roku na terytorium wchodzącym wcześniej w skład Republiki Nowogrodzkiej. W tym roku Nowogród w Układzie z Bolotowa uznał niepodległość Republiki Pskowskiej i nazwał go "swoim bratem młodszym". 
W czasie panowania Władysława Jagiełły w sojuszu z Królestwem Polskim przeciwko Krzyżakom. Było też okresowo częścią luźnych unii polsko-litewsko-pskowsko-nowogrodzkiej i unii polsko-litewsko-pskowskiej. 
Stopniowo uzależniało się od Wielkiego Księstwa Moskiewskiego, gdy książęta pskowscy od 1399 roku byli namiestnikami Księstwa Moskiewskiego. Przejściowo podporządkowywane Litwie w 1406 i 1426 roku. W sojuszu z Republiką Nowogrodzką Psków próbował uniezależnić się od wpływów Moskwy za rządów książąt Wasyla (1448-55) i Aleksandra Czartoryskiego (1455-60). 
Republika Pskowska istniała do roku 1510, gdy do Pskowa przybył wielki książę moskiewski Wasyl III i wcielił go do swojego księstwa, likwidując istniejące formy demokracji, poprzez zniesienie wieców i przymusowo deportując 300 najważniejszych rodzin pskowskich do Księstwa Moskiewskiego.

## Ustrój
Znacznie mniejsza od Republiki Nowogrodzkiej, posiadała podobny ustrój zarówno społeczny, jak i polityczny, z wiecem, który wybierał księcia i wyższych urzędników, jako głównym organem i Radą.